# Italiaans voetbalsysteem
Het Italiaanse voetbalsysteem is een hiërarchisch samenhangend competitiesysteem voor het voetbal in Italië, opgezet door de Italiaanse voetbalbond. Het bestaat uit negen nationale of regionale niveaus, waarvan de eerste drie professioneel zijn en de overige zes amateur. Het systeem heeft een hiërarchische indeling met promotie en degradatie tussen de competities op verschillende niveaus.
| Niveau | Niveau | Serie(s)/Divisie(s)                                            | Serie(s)/Divisie(s)                                            | Serie(s)/Divisie(s)                                            | Serie(s)/Divisie(s)                                            | Serie(s)/Divisie(s)                                            | Serie(s)/Divisie(s)                                            | Serie(s)/Divisie(s)                                            | Serie(s)/Divisie(s)                                            | Serie(s)/Divisie(s)                                            | Serie(s)/Divisie(s)                                            | Serie(s)/Divisie(s)                                            | Serie(s)/Divisie(s)                                            | Serie(s)/Divisie(s)                                            | Serie(s)/Divisie(s)                                            | Serie(s)/Divisie(s)                                            | Serie(s)/Divisie(s)                                            | Serie(s)/Divisie(s)                                            | Serie(s)/Divisie(s)                                            |
| ------ | ------ | -------------------------------------------------------------- | -------------------------------------------------------------- | -------------------------------------------------------------- | -------------------------------------------------------------- | -------------------------------------------------------------- | -------------------------------------------------------------- | -------------------------------------------------------------- | -------------------------------------------------------------- | -------------------------------------------------------------- | -------------------------------------------------------------- | -------------------------------------------------------------- | -------------------------------------------------------------- | -------------------------------------------------------------- | -------------------------------------------------------------- | -------------------------------------------------------------- | -------------------------------------------------------------- | -------------------------------------------------------------- | -------------------------------------------------------------- |
| 1      | 1      | Serie A 20 clubs                                               | Serie A 20 clubs                                               | Serie A 20 clubs                                               | Serie A 20 clubs                                               | Serie A 20 clubs                                               | Serie A 20 clubs                                               | Serie A 20 clubs                                               | Serie A 20 clubs                                               | Serie A 20 clubs                                               | Serie A 20 clubs                                               | Serie A 20 clubs                                               | Serie A 20 clubs                                               | Serie A 20 clubs                                               | Serie A 20 clubs                                               | Serie A 20 clubs                                               | Serie A 20 clubs                                               | Serie A 20 clubs                                               | Serie A 20 clubs                                               |
| 2      | 2      | Serie B 20 clubs                                               | Serie B 20 clubs                                               | Serie B 20 clubs                                               | Serie B 20 clubs                                               | Serie B 20 clubs                                               | Serie B 20 clubs                                               | Serie B 20 clubs                                               | Serie B 20 clubs                                               | Serie B 20 clubs                                               | Serie B 20 clubs                                               | Serie B 20 clubs                                               | Serie B 20 clubs                                               | Serie B 20 clubs                                               | Serie B 20 clubs                                               | Serie B 20 clubs                                               | Serie B 20 clubs                                               | Serie B 20 clubs                                               | Serie B 20 clubs                                               |
| 3      | 3      | Serie C Girone A 20 clubs                                      | Serie C Girone A 20 clubs                                      | Serie C Girone A 20 clubs                                      | Serie C Girone A 20 clubs                                      | Serie C Girone A 20 clubs                                      | Serie C Girone A 20 clubs                                      | Serie C Girone B 20 clubs                                      | Serie C Girone B 20 clubs                                      | Serie C Girone B 20 clubs                                      | Serie C Girone B 20 clubs                                      | Serie C Girone B 20 clubs                                      | Serie C Girone B 20 clubs                                      | Serie C Girone C 20 clubs                                      | Serie C Girone C 20 clubs                                      | Serie C Girone C 20 clubs                                      | Serie C Girone C 20 clubs                                      | Serie C Girone C 20 clubs                                      | Serie C Girone C 20 clubs                                      |
| 4      | 4      | Serie D Girone A 20 clubs                                      | Serie D Girone A 20 clubs                                      | Serie D Girone B 18 clubs                                      | Serie D Girone B 18 clubs                                      | Serie D Girone C 20 clubs                                      | Serie D Girone C 20 clubs                                      | Serie D Girone D 18 clubs                                      | Serie D Girone D 18 clubs                                      | Serie D Girone E 18 clubs                                      | Serie D Girone E 18 clubs                                      | Serie D Girone F 18 clubs                                      | Serie D Girone F 18 clubs                                      | Serie D Girone G 18 clubs                                      | Serie D Girone G 18 clubs                                      | Serie D Girone H 18 clubs                                      | Serie D Girone H 18 clubs                                      | Serie D Girone I 18 clubs                                      | Serie D Girone I 18 clubs                                      |
| 5      | 5      | Eccellenza (28 regionale rondes, 16 of 18 clubs per ronde)     | Eccellenza (28 regionale rondes, 16 of 18 clubs per ronde)     | Eccellenza (28 regionale rondes, 16 of 18 clubs per ronde)     | Eccellenza (28 regionale rondes, 16 of 18 clubs per ronde)     | Eccellenza (28 regionale rondes, 16 of 18 clubs per ronde)     | Eccellenza (28 regionale rondes, 16 of 18 clubs per ronde)     | Eccellenza (28 regionale rondes, 16 of 18 clubs per ronde)     | Eccellenza (28 regionale rondes, 16 of 18 clubs per ronde)     | Eccellenza (28 regionale rondes, 16 of 18 clubs per ronde)     | Eccellenza (28 regionale rondes, 16 of 18 clubs per ronde)     | Eccellenza (28 regionale rondes, 16 of 18 clubs per ronde)     | Eccellenza (28 regionale rondes, 16 of 18 clubs per ronde)     | Eccellenza (28 regionale rondes, 16 of 18 clubs per ronde)     | Eccellenza (28 regionale rondes, 16 of 18 clubs per ronde)     | Eccellenza (28 regionale rondes, 16 of 18 clubs per ronde)     | Eccellenza (28 regionale rondes, 16 of 18 clubs per ronde)     | Eccellenza (28 regionale rondes, 16 of 18 clubs per ronde)     | Eccellenza (28 regionale rondes, 16 of 18 clubs per ronde)     |
| 6      | 6      | Promozione (53 regionale rondes, 16, 17 of 18 clubs per ronde) | Promozione (53 regionale rondes, 16, 17 of 18 clubs per ronde) | Promozione (53 regionale rondes, 16, 17 of 18 clubs per ronde) | Promozione (53 regionale rondes, 16, 17 of 18 clubs per ronde) | Promozione (53 regionale rondes, 16, 17 of 18 clubs per ronde) | Promozione (53 regionale rondes, 16, 17 of 18 clubs per ronde) | Promozione (53 regionale rondes, 16, 17 of 18 clubs per ronde) | Promozione (53 regionale rondes, 16, 17 of 18 clubs per ronde) | Promozione (53 regionale rondes, 16, 17 of 18 clubs per ronde) | Promozione (53 regionale rondes, 16, 17 of 18 clubs per ronde) | Promozione (53 regionale rondes, 16, 17 of 18 clubs per ronde) | Promozione (53 regionale rondes, 16, 17 of 18 clubs per ronde) | Promozione (53 regionale rondes, 16, 17 of 18 clubs per ronde) | Promozione (53 regionale rondes, 16, 17 of 18 clubs per ronde) | Promozione (53 regionale rondes, 16, 17 of 18 clubs per ronde) | Promozione (53 regionale rondes, 16, 17 of 18 clubs per ronde) | Promozione (53 regionale rondes, 16, 17 of 18 clubs per ronde) | Promozione (53 regionale rondes, 16, 17 of 18 clubs per ronde) |
| 7      | 7      | Prima Categoria (veel provinciale rondes)                      | Prima Categoria (veel provinciale rondes)                      | Prima Categoria (veel provinciale rondes)                      | Prima Categoria (veel provinciale rondes)                      | Prima Categoria (veel provinciale rondes)                      | Prima Categoria (veel provinciale rondes)                      | Prima Categoria (veel provinciale rondes)                      | Prima Categoria (veel provinciale rondes)                      | Prima Categoria (veel provinciale rondes)                      | Prima Categoria (veel provinciale rondes)                      | Prima Categoria (veel provinciale rondes)                      | Prima Categoria (veel provinciale rondes)                      | Prima Categoria (veel provinciale rondes)                      | Prima Categoria (veel provinciale rondes)                      | Prima Categoria (veel provinciale rondes)                      | Prima Categoria (veel provinciale rondes)                      | Prima Categoria (veel provinciale rondes)                      | Prima Categoria (veel provinciale rondes)                      |
| 8      | 8      | Seconda Categoria (veel provinciale rondes)                    | Seconda Categoria (veel provinciale rondes)                    | Seconda Categoria (veel provinciale rondes)                    | Seconda Categoria (veel provinciale rondes)                    | Seconda Categoria (veel provinciale rondes)                    | Seconda Categoria (veel provinciale rondes)                    | Seconda Categoria (veel provinciale rondes)                    | Seconda Categoria (veel provinciale rondes)                    | Seconda Categoria (veel provinciale rondes)                    | Seconda Categoria (veel provinciale rondes)                    | Seconda Categoria (veel provinciale rondes)                    | Seconda Categoria (veel provinciale rondes)                    | Seconda Categoria (veel provinciale rondes)                    | Seconda Categoria (veel provinciale rondes)                    | Seconda Categoria (veel provinciale rondes)                    | Seconda Categoria (veel provinciale rondes)                    | Seconda Categoria (veel provinciale rondes)                    | Seconda Categoria (veel provinciale rondes)                    |
| 9      | 9      | Terza Categoria (veel provinciale rondes)                      | Terza Categoria (veel provinciale rondes)                      | Terza Categoria (veel provinciale rondes)                      | Terza Categoria (veel provinciale rondes)                      | Terza Categoria (veel provinciale rondes)                      | Terza Categoria (veel provinciale rondes)                      | Terza Categoria (veel provinciale rondes)                      | Terza Categoria (veel provinciale rondes)                      | Terza Categoria (veel provinciale rondes)                      | Terza Categoria (veel provinciale rondes)                      | Terza Categoria (veel provinciale rondes)                      | Terza Categoria (veel provinciale rondes)                      | Terza Categoria (veel provinciale rondes)                      | Terza Categoria (veel provinciale rondes)                      | Terza Categoria (veel provinciale rondes)                      | Terza Categoria (veel provinciale rondes)                      | Terza Categoria (veel provinciale rondes)                      | Terza Categoria (veel provinciale rondes)                      |